# Concatémero
Um concatémero (também escrito concatámero) é uma molécula de ADN longa continua que contém muitas cópias da mesma sequência  de ADN unidas em série. Estas moléculas poliméricas são geralmente cópias dum genoma vírico unidas de modo a que onde termina uma começa a outra, e separadas por sítios cos (uma sequência de nucleótidos para a união de proteínas que aparece só uma vez em cada cópia do genoma). Os concatémeros são normalmente o resultado duma replicação pelo método do círculo rolante, e pode considerar-se como o último estágio da infeção dum fago em bactérias. Como exemplo, se os genes no ADN do fago estão dispostos como ABC, então num concatémero os genes seriam ABCABCABCABC... De seguida o concatémero é dividido em fragmentos separados por ribocimas ou enzimas.
Durante uma infeção ativa, algumas espécies de vírus replicam o seu material genético através da formação de concatémeros. No caso do Herpesvirus humano 6, o seu genoma completo é copiado várias vezes numa única molécula. Estes longos concatémeros são depois clivados entre as regiões pac-1 e pac-2 por ribozimas quando o genoma é acondicionado nos vírus individuais. No vírus vaccinia os concatémeros dividem-se a partir do enzima A22R. No fago lambda os concatémeros também se clivam em genomas individuais à medida que o ADN se acondicionam nas cabeças dos novos fagos.